# 赵询
趙询（1192年—1220年），宋太祖十一世孙，燕懿王赵德昭的后裔。初名赵与愿。宋宁宗的儿子兗王赵埈去世，遵从宰执京镗的要求，把赵与愿养于宫中。
六岁时，赐名赵曮，除福州观察使。
嘉泰二年（1202年），拜威武军节度使，封卫国公，听读资善堂。
开禧元年（1205年），边事益急，金国向宋请诛北伐之人，赵曮用翊善史弥远之计，說宜殺韓侂冑以謝金人。宁宗听从其計，刺殺韓侂胄，函首燕都。
赵曮立为皇太子，拜开府仪同三司，封荣王，改名赵幬。宁宗下诏御朝太子侍立，宰执每天赴资善堂会议。不久，宰辅大臣并兼师傅、宾客，太子出居东宫，更名趙询。嘉定十三年（1220年）去世，年二十九，谥景献太子。

## 家庭

### 祖上
- 九世祖燕懿王趙德昭
- 八世祖冀王趙惟吉
- 七世祖淮陽侯趙守約
- 六世祖馮翼侯趙世綿[2][3]
- 五世祖太子右内率府副率趙令垧
- 高祖父左班殿直，贈太子少保趙子堅
- 曾祖父武翼郎，贈太子少傅趙伯仁
- 祖父保義郎，贈太子少師趙師虔
- 父趙希懌
- 趙與（趙詢）
- 兄弟赵与悊、赵与懃、赵与㦞

## 延伸阅读
[在维基数据编辑]
 《宋史/卷246》，出自脱脱《宋史》